# RollerJam
RollerJam est une émission de télé américaine avec pour toile de fond le roller derby diffusé sur The Nashville Network (TNN, maintenant Spike) de 1999 à 2000. Première émission de roller derby depuis l'émission RollerGames.
RollerJam est un dérivé du roller derby, le programme était enregistré au Universal Studios Stage 21 à Orlando, Floride, à la RollerJam Arena devenu Impact Wrestling Zone, pour la première et la seconde saison (1999 et 2000) puis dans l'American Gladiators arena pour le final de la saison.

## Création
Ross K. Bagwell Sr. et Stephen Land créent l'émission en mai 1998.

## Équipe
- Enfoncer de New York
- Quakes de la Californie
- Sundogs de la Floride
- Hot Dice du Nevada
- Riot de l'Illinois